# Herma św. Zygmunta
Herma św. Zygmunta – relikwiarz zawierający fragment czaszki świętego, wykonany z w latach 1351–1356, ofiarowana płockiej katedrze przez króla Kazimierza Wielkiego.
Herma jest ukoronowana autentycznym diademem piastowskim (tzw. diadem płocki) z końca XIII wieku. Zdobią ją liczne szafiry, rubiny i perły. Zagrabiona przez hitlerowców, stanowiła, po odzyskaniu, depozyt katedry płockiej w Muzeum Narodowym w Warszawie.
W 1979 roku zabytek, należący do bezcennych i unikatowych regaliów katedry płockiej, został zwrócony Muzeum Diecezjalnemu i znajduje się w skarbcu katedralnym, mieszczącym się w opactwie pobenedyktyńskim.
W 2014 roku nakładem wydawnictwa Dolna Półka ukazał się oparty na faktach historycznych przygodowy komiks "Herma św. Zygmunta" o perypetiach kupca rzecznego transportującego hermę z Krakowa do Płocka szlakiem wiślanym.